# Владимирово (Вологодская область)
Владимирово — деревня в Никольском районе Вологодской области.
Входит в состав Вахневского сельского поселения, с точки зрения административно-территориального деления — в Лобовский сельсовет.
Расстояние до районного центра Никольска по автодороге — 51 км, до центра муниципального образования Вахнево по прямой — 11 км. Ближайшие населённые пункты — Орлово, Половина, Котельное.
По переписи 2002 года население — 37 человек (16 мужчин, 21 женщина). Всё население — русские.